# Aubercourt
 Aubercourt  es una población y comuna francesa, en la región de Picardía, departamento de Somme, en el distrito de Montdidier y cantón de Moreuil.

## Demografía
| 42 | 43 | 37 | 40 | 42 | 43 |
| Para los censos de 1962 a 1999 la población legal corresponde a la población sin duplicidades (Fuente: INSEE [Consultar]) |    |    |    |    |    |